# سفارة أرمينيا في المملكة المتحدة
سفارة أرمينيا في المملكة المتحدة هي أرفع تمثيل دبلوماسي لدولة أرمينيا لدى المملكة المتحدة. تقع السفارة في لندن وهي تهدف لتعزيز المصالح الأرمينية في المملكة المتحدة.

## وصلات خارجية
- قائمة سفارات أرمينيا
- قائمة السفارات في المملكة المتحدة